# Séléniure (minéral)
Cet article concerne les minéraux. Pour les composés chimiques, voir Séléniure.
Un séléniure est un minéral dont l'anion principal est l'ion séléniure Se2−.
Les séléniures sont regroupés avec les sulfures dans la classification des minéraux (tant celle de Dana que celle de Strunz,).

## Exemples
- Achavalite Fe1-xSe
- Athabascaïte Cu5Se4
- Cadmosélite CdSe
- Clausthalite PbSe
- Eskebornite CuFeSe2
- Eucaïrite AgCuSe
- Ferrosélite FeSe2
- Guanajuatite Bi2Se3
- Klockmannite CuSe
- Lehrbachite, mélange de clausthalite et tiemannite
- Naumannite Ag2Se
- Penroséite  (Ni,Co,Cu)Se2
- Stilléite ZnSe
- Tiemannite (Hg,Pb)Se
- Umangite Cu3Se2